# Anatolij Konkow
Anatolij Dmytrowytsch Konkow (ukrainisch Анатолій Дмитрович Коньков; * 19. September 1949 in Krasnyj Lutsch, Ukrainische SSR; † 4. Oktober 2024) war ein sowjetischer Fußballspieler sowie ein ukrainischer Fußballtrainer und -funktionär. Von September 2012 bis zu seinem Tod war er Präsident des ukrainischen Fußballverbandes Federazija Futbolu Ukrajiny.

## Karriere
Konkow begann seine Karriere 1965 bei Awangard Kramatorsk. 1968 wechselte er zu Schachtar Donezk. Von 1975 bis 1981 spielte der Verteidiger dann für Dynamo Kiew, mit Dynamo gewann er viermal die sowjetische Meisterschaft und einmal den sowjetischen Pokal.
1975 gewann er mit Dynamo Kiew den Europapokal der Pokalsieger und im selben Jahr gegen den FC Bayern München auch den UEFA Super Cup.
Von 1971 bis 1978 kam Konkow zu 47 Einsätzen für die sowjetische Nationalmannschaft. Bei den Olympischen Spielen 1976 gewann er mit dem sowjetischen Team die Bronzemedaille und bei der Fußball-Europameisterschaft 1972 stand er mit der Sbornaja im Endspiel in Brüssel gegen die Nationalmannschaft der BR Deutschland, das Finale verlor das sowjetische Team allerdings deutlich mit 0:3.
Nach dem Ende seiner aktiven Laufbahn trainierte Konkow in der Sowjetunion unter anderem die Mannschaften von Tawrija Simferopol und Schachtar Donezk. 1995 war er für sieben Spiele Chefcoach der ukrainischen Fußballnationalmannschaft, später trainierte er in der Ukraine die Mannschaften Worskla Poltawa und Stal Altschewsk sowie den aserbaidschanischen Verein İnter Baku.
Im September 2012 wurde Konkow zum neuen Präsidenten des ukrainischen Fußballverbandes gewählt und wurde damit Amtsnachfolger von Hryhorij Surkis.
Konkow starb am 4. Oktober 2024 im Alter von 75 Jahren.